# Jacques Delacôte
Pour les articles homonymes, voir Delacôte.
Répertoire
Musique classique symphonique, opéras
Jacques Delacôte, né le 16 août 1942 à Remiremont dans le département français des Vosges, est un chef d'orchestre français. 

## Biographie
Il a étudié au conservatoire de Paris et à l’académie de musique et des arts du spectacle de Vienne en Autriche. Il a également travaillé comme adjoint de direction de Leonard Bernstein et de Darius Milhaud. Il a dirigé de nombreux grands orchestres du monde dont l'orchestre de Cleveland, l'orchestre Philharmonique de New York, le London Philharmonic, le London Symphony Orchestra, l'Orchestre Symphonique de Montréal, et le Royal Philharmonic.

## Récompense
En 1971, il a été premier lauréat du Concours Dimitri Mitropoulos. 

## Enregistrements
Discographie
- Musique orchestrale
  - Bizet : Symphonie en ut, Suites de L'Arlésienne ; Royal Philharmonic Orchestra, 1994. CD Tring International TRP049 ℗1995, Membran 204449 ℗2003, RPO Records 204449-201 ℗2009.
  - Paganini : Sonata per la Grand Viola pour alto et orchestre ; Luigi Alberto Bianchi (en), alto, Orchestre RIAS de Berlin. CD Dynamic CDS259 ℗1999.
- Opéras
  - Hérodiade : José Carreras, Montserrat Caballé, Liceu de Barcelone, 1984. 3 LP Legendary Records 203-3 ; 2 CD Legato Classics ℗1994.
  - Roméo et Juliette : José Carreras, Liceu de Barcelone. 2 CD Allegro Legato Classics℗1983, Opera d’Oro OPD-1203 ℗2013.
  - Guglielmo Tell : Hambourg, 1974. 3 CD Myto Records ℗2006.
  - Samson et Dalila : Placido Domingo, Agnes Baltsa, Liceu de Barcelone, 1989. 2 CD House of Opera CDBB 544 ℗2003.
- Récitals lyriques
  - Samuel Ramey : Airs d'Opéras ; Orchestre de la radio de Munich. CD EMI ℗1989.
  - José Carreras : Airs d'Opéras Français ; Orchestre de l'Opéra Royal de Covent Garden. LP EMI ℗1985.
  - José Carreras, Katia Ricciarelli, Agnes Baltsa, Ruggero Raimondi, London Arts Orchestra, 1991. CD HOO CAN CD 001.

Vidéographie
- Captations d'opéra :
  - Hérodiade : José Carreras, Montserrat Caballé, enregistré au Liceu de Barcelone en 1984. VHS Premiere Opera VID 1200 ; DVD Premiere Opera 5270 ℗2005, Encore 2128 ℗2005
  - Carmen : Maria Ewing dans le rôle-titre, National Philharmonic Orchestra ; enregistré au Earl's Court de Londres en 1989. VHS Image Entertainment, VHS Arena ARE 1651 ; DVD Quantum Leap ℗2000, Image Entertainment ℗2001, Stax Entertainment STX 2092 ℗2001, MAWA 131 ℗2003.
  - Samson et Dalila : José Carreras, Orchestre philharmonique de Nice ; enregistré au Sferisterio de Macerata en 1995. VHS Premiere Opera VID 2177 ℗1998.
- Récitals :
  - José Carreras & Friends : José Carreras, Katia Ricciarelli, Ruggero Raimondi, Agnes Baltsa, London Arts Orchestra ; enregistré au Théâtre de Drury Lane de Londres en 1991. VHS HOO VC 4107 ℗1991 ; DVD Domovideo DMM-514 ℗2009.